# سنوک
سنوک روستایی در دهستان مومن‌آباد بخش مرکزی شهرستان سربیشه استان خراسان جنوبی ایران است.

## جمعیت
بر پایه سرشماری عمومی نفوس و مسکن در سال ۱۳۹۵ جمعیت این روستا ۴۹ نفر (۱۸خانوار) بوده‌است.